# Platygaster rutubus
Platygaster rutubus är en stekelart som beskrevs av Walker 1836. Platygaster rutubus ingår i släktet Platygaster och familjen gallmyggesteklar. Inga underarter finns listade i Catalogue of Life.